# José Joaquín Landerer
José Joaquín Landerer (Valencia, 1841-Tortosa, 1922) fue un astrónomo, geólogo y paleontólogo español.

## Biografía
Nació el 19 de marzo de 1841 en Valencia. Profundamente católico, de formación autodidacta y defensor de un pensamiento creacionista, opuesto al darwinismo, evolucionó a posturas transformistas. Estudió los satélites de Júpiter, probó la ausencia de atmósfera en la Luna y calculó diversos eclipses, entre otras materias. Estudió parajes como el Maestrazgo o Tortosa y tuvo como discípulo a Jaime Almera Comas. Falleció en 1922 en la localidad tarraconense de Tortosa, al parecer el día 15 de septiembre.
Fue autor de estudios como «Monografía paleontológica del piso áptico de Tortosa, Chert y Benifazá» (1872), Explicación del cuadro sinóptico de los terrenos primitivos (1873), El piso Tenéncico o Urgo-Áptico y su fauna (1874), «La región oriental de España en la época miocena» (1877), Principios de Geología y Paleontología (1878), «Ensayo de una descripción del piso Tenéncico» (1878), «Estudio geológico de la región comprendida entre Tortosa y Castellón» (1920), Sur origine des pierres tombees du ciel, Las revoluciones del globo lunar, Estudios sobre el sistema de los satélites de Júpiter y ¿Vivimos en la época cretácea?, entre otros.